# والماسدا
والماسدا (به اسپانیایی: Valmaseda) یک دهستان در اسپانیا است که در Enkarterri واقع شده‌است. والماسدا ۲۲٬۳ کیلومتر مربع مساحت و ۷٬۵۸۳ نفر جمعیت دارد و ۱۴۶ متر بالاتر از سطح دریا واقع شده‌است.

## خواهرخوانده
شهرهای سان سورینو مارکه، تیفاریتی و Balmaceda, Chile خواهرخوانده‌های والماسدا هستند.